# Giambattista Vico
Giovanni Battista Vico (tudi Giambattista Vico), italijanski filozof, zgodovinar in pravnik, * 23. junij 1668, Neapelj, † 23. januar 1744.